# Николай Манчев
Николай Иванов Манчев е български футболист, който се състезава за отбора на ФК Свобода (Пещера). Той играе като атакуващ полузащитник, но може да действа и като десен халф. Висок е 178 см. и тежи 72 кг. Юноша на Марица Пловдив.